# العلاقات البريطانية الكونغوية
العلاقات البريطانية الكونغولية هي العلاقات الثنائية التي تجمع بين المملكة المتحدة وجمهورية الكونغو.

## مقارنة بين البلدين
هذه مقارنة عامة ومرجعية للدولتين:
| وجه المقارنة                                              | المملكة المتحدة                 | [[تصنيف:صفحات تستخدم رمز علم غير موجود\|]] جمهورية الكونغو |
| --------------------------------------------------------- | ------------------------------- | ---------------------------------------------------------- |
| المساحة (كم2)                                             | 242.50 ألف                      | 342.00 ألف                                                 |
| عدد السكان (نسمة)                                         | 66.02 مليون                     | 5.26 مليون                                                 |
| الكثافة السكانية (ن./كم²)                                 | 272.25                          | 15.38                                                      |
| العاصمة                                                   | لندن                            | برازافيل                                                   |
| اللغة الرسمية                                             | لغة إنجليزية، اللغة الويلزية    | لغة فرنسية                                                 |
| العملة                                                    | جنيه إسترليني                   | فرنك وسط أفريقي                                            |
| الناتج المحلي الإجمالي (بليون دولار)                      | 2.62 تريليون                    | 8.72 مليار                                                 |
| الناتج المحلي الإجمالي (تعادل القوة الشرائية) بليون دولار | 2.72 تريليون                    | 29.48 مليار                                                |
| الناتج المحلي الإجمالي الاسمي للفرد دولار أمريكي          | 43.88 ألف                       | 1.85 ألف                                                   |
| الناتج المحلي الإجمالي للفرد دولار أمريكي                 | 40.23 ألف                       |                                                            |
| مؤشر التنمية البشرية                                      | 0.907                           | 0.591                                                      |
| رمز المكالمات الدولي                                      | +44                             | +242                                                       |
| رمز الإنترنت                                              | .uk، .gb                        | .cg                                                        |
| المنطقة الزمنية                                           | توقيت غرينيتش، توقيت غرب أوروبا | ت ع م+01:00                                                |

## منظمات دولية مشتركة
يشترك البلدان في عضوية مجموعة من المنظمات الدولية، منها:
| علم المنظمة | اسم المنظمة                               | تاريخ انضمام المملكة المتحدة | تاريخ انضمام جمهورية الكونغو |
| ----------- | ----------------------------------------- | ---------------------------- | ---------------------------- |
|             | البنك الدولي للإنشاء والتعمير             | 27 ديسمبر 1945               | 10 يوليو 1963                |
|             | يونسكو                                    | 4 نوفمبر 1946                | 24 أكتوبر 1960               |
|             | منظمة التجارة العالمية                    | 1995                         | ?                            |
|             | وكالة ضمان الاستثمار متعدد الأطراف        | 12 أبريل 1988                | 16 أكتوبر 1991               |
|             | البنك الإفريقي للتنمية                    | ?                            | ?                            |
|             | منظمة الشرطة الجنائية الدولية             | ?                            | ?                            |
|             | مؤسسة التمويل الدولية                     | 20 يوليو 1956                | 1 أكتوبر 1980                |
|             | الأمم المتحدة                             | 24 أكتوبر 1945               | 20 سبتمبر 1960               |
|             | مؤسسة التنمية الدولية                     | 24 سبتمبر 1960               | 8 نوفمبر 1963                |
|             | الفريق المعني برصد الأرض                  | ?                            | ?                            |
|             | منظمة حظر الأسلحة الكيميائية              | ?                            | ?                            |
|             | المركز الدولي لتسوية المنازعات الاستشارية | 18 يناير 1967                | 14 أكتوبر 1966               |

## وصلات خارجية
- موقع وزارة الخارجية البريطانية